# Pokey Reese
Calvin Reese (Columbia, Carolina del Sur, 10 de junio de 1973), más conocido como Pokey Reese, es un exjugador profesional estadounidense de béisbol que se desempeñó en la posición de segunda base en las Grandes Ligas de Béisbol (MLB). Logró obtener dos Guantes de Oro.

## Carrera
Reese jugó como profesional cinco temporadas en Cincinnati Reds (1997-2001), después pasó a Pittsburgh Pirates (2002-2003), luego a Boston Red Sox, donde jugó una temporada (2004), y fue el equipo en el que se retiró.

## Premios
Fue galardonado con el Guante de Oro en dos oportunidades (1999 y 2000).